# Heinrich Bennecke

Heinrich Bennecke

Heinrich Hans Bennecke (* 8. Februar 1902 in Dresden; † 30. Januar 1972 in Stuttgart-Vaihingen) war ein deutscher Politiker der NSDAP, SA-Führer und Historiker.

## Leben

### Kindheit und Jugend
Heinrich Bennecke wuchs als Sohn des Generaloberarztes Kurt Bennecke und seiner Ehefrau Margarete, geb. Stuth, auf. 1919 trat er in das Zeitfreiwilligen-Regiment der Stadt Dresden ein. 1921 ging er nach Oberschlesien um sich dem Freikorps Haßfurther im Kampf gegen polnische Grenzverletzer anzuschließen.
Nach dem Abitur, das Bennecke 1921 erwarb, studierte er Volkswirtschaftslehre und Staatswissenschaften an den Universitäten in Dresden und München. Nach der Ernennung als ein Adjutant in einem Münchener SA-Regiment brach er das Studium ab.
Ab Ostern 1926 studierte Bennecke Geschichte, Zeitungskunde und Philosophie an der Universität Leipzig. Im Juni 1930 wurde er dort promoviert.

### Karriere in der NSDAP
In diesen Universitäten kam er auch in Kontakt mit Hitlers NSDAP, in die er 1922 eintrat. In dieser stieg er rasch auf und wurde noch 1922 2. Geschäftsführer des SA-Oberkommandos. Leiter des Oberkommandos war Ulrich Klintzsch und 1. Geschäftsführer Hans Wegelin. Am 14. und 15. Oktober 1922 nahm Bennecke am Coburger Deutschen Tag teil.
1923 wurde Bennecke im Zuge der fortschreitenden Militarisierung der SA zum 2. Adjutant des neugebildeten SA-Regiments München ernannt. Führer des Regiments war Hitlers späterer Chefadjutant Wilhelm Brückner. Mit seiner Ernennung brach er auch das Studium ab.
Am 9. November 1923 nahm Bennecke am Hitler-Putsch teil. Nach dem Scheitern des Putsches wurde er aus Bayern ausgewiesen.
Nach dem Verbot der NSDAP 1923 wurde Bennecke Mitglied des Frontbanns, bevor er sich der Partei nach ihrer Neugründung erneut zum 15. Mai 1925 anschloss (Mitgliedsnummer 4.840). Seinen Frontbann-Zug überführte er Ende 1925 in die Großdeutsche Jugend von Kurt Gruber, die den Kern der Hitlerjugend bildete. 1926 wurde er Partei-Jugend-Führer in Sachsen. 1927 wurde er Führer der SA-Standarte IV in Leipzig. Von 1929 bis 1930 war er Adjutant des Obersten SA-Führer-Stellvertreters Mitte in Dresden und zugleich Schriftleiter des Sächsischen Beobachters sowie Gaupressewart.
Danach ging Bennecke wieder nach Dresden zurück, wo er ab 1. August bis zum Ende des Jahres 1930 als verantwortlicher Schriftleiter der neugegründeten NSDAP-Tageszeitung für den Gau Sachsen Der Freiheitskampf fungierte. Vom Juni 1930 bis Oktober 1933 war er Mitglied des Landtages von Sachsen. In seiner Funktion als Polizeireferent der sächsischen NS-Landtagsfraktion arbeitete er eng mit dem Leiter des 1. Dresdner Polizeireviers, Walther Hille, zusammen. Dieser lieferte ihm Informationen über bevorstehende Einsätze der Polizei.
Während seiner Zeit als Landtagsabgeordneter ereignete sich im November 1932 der sogenannte Dresdner Fememord, bei der der SA-Mann Herbert Hentsch umgebracht und dessen Leiche in die Talsperre Malter geworfen wurde. Heinrich Bennecke soll über diesen Fall Bescheid gewusst haben, eine direkte Tatbeteiligung konnte aber nicht nachgewiesen werden.
Als Führer der SA-Untergruppe Dresden wurde er mit Wirkung vom 1. Juli 1933 zum Brigadeführer befördert. Bennecke wurde zum Leiter des im September 1933 gegründeten Reichs-SA-Hochschulamtes in Berlin ernannt, dem reichsweit die SA-Hochschulämter unterstanden, welche wiederum die Zusammenarbeit von SA und Universitäten organisierten. 
Im Juli 1934 wurde Bennecke Führer der SA-Reichsführerschule. 1936 übernahm er die Führung der SA-Gruppe Pommern. Am 29. März 1936 wurde er bis Kriegsende Mitglied des Reichstages. Ende 1944 wurde er Führer der SA-Gruppe Steiermark.
Von 1939 bis 1941 und 1943 nahm Bennecke am Zweiten Weltkrieg teil.

### Nach 1945
Nach 1945 arbeitete Bennecke als Historiker und war dabei vor allem für das Institut für Zeitgeschichte tätig.

## Das Forschungsprojekt:Geist, Macht und Gewalt. Heinrich Bennecke und die SA – eine deutsche Karriere im 20. Jahrhundert
Das Forschungsprojekt: Geist, Macht und Gewalt. Heinrich Bennecke und die SA – eine deutsche Karriere im 20. Jahrhundert, ausgeführt am Hannah-Arendt-Institut für Totalitarismusforschung (HAIT), ist ein Projekt, die Vorgeschichte des nach 1945 einflussreichsten Historikers zur Geschichte der SA zu erforschen. Dessen Thesen und Forschungsergebnisse dominieren die juristische und journalistische Sicht auf diesen Teil des Nationalsozialismus seit 1945, nunmehr in zweiter und dritter Generation. Dabei bediente sich Bennecke nach Ansicht des HAIT zahlreicher Tricks, um seiner Vorbelastung aus seiner NS-Zeit zu entgehen und zu verschleiern, dass er selbst mittelbar oder unmittelbar Beteiligter an den jeweiligen Ereignissen war, die er als Forschungsergebnisse präsentierte.
Im Mittelpunkt des Projektes am HAIT, ausgeführt in Form einer Studie, steht nach Angaben des Instituts:

„Der SA-Intellektuelle (i.e. Heinrich Bennecke) überlebte den „Röhm-Putsch“ in zentralen Positionen (als Chef des SA-Hochschulwesens und der SA-Reichsführerschule in München) und avancierte nach 1945 zu einem der einflussreichsten Interpreten der Geschichte der SA und des politischen Radikalismus. 
Die Studie wird deshalb untersuchen, wie es Bennecke gelang, sich einer Entnazifizierung und juristischen Verantwortung zu entziehen und später im Umfeld des Instituts für Zeitgeschichte (IfZ) und der Münchner Hochschule für Politik seine Forschungen zur NS-Bürgerkriegsarmee (i.e. die SA) und zum politischen Radikalismus in der Zwischenkriegszeit zu betreiben.
Darüber hinaus wird sich die Studie mit der Rezeption von Benneckes Werken und mit den darin ausgebreiteten Geschichtsbildern beschäftigen, die nicht nur zu seiner Zeit, sondern bis auf den heutigen Tag Eingang in die Fachwelt wie in die Publizistik gefunden haben.“

(Siehe: Geist, Macht und Gewalt. Heinrich Bennecke und die SA – eine deutsche Karriere im 20. Jahrhundert, auf der Website des HAIT)

## Schriften
- Bulgarien in der Politik Bismarcks bis zur Thronbesteigung Ferdinands von Coburg. Schmidt, Dresden 1930 (Dissertation).
- Hitler und die SA. Olzog, München 1962.
- Die Reichswehr und der „Röhm-Putsch“. Olzog, München 1964.
- Wirtschaftliche Depression und politischer Radikalismus. Die Lehre von Weimar. Olzog, München 1968.